# Розмовник (фільм)
«Розмовник» — російський художній фільм, створений у 2020 році театром « Квартет І» у формі телевистави. Прем'єрний показ фільму відбувся 20 листопада 2020 року в онлайн-кінотеатрі IVI.  

## Сюжет фільму
Герої фільму діляться історіями з особистого життя та кар'єри, занурюються в ностальгічні спогади про рідний будинок, перші гастролі, стосунки з дівчатами. Думки про Норд-Ост, спогади про приїзд Майка Тайсона до Одеси, міркування про великі гонорари оформлені у вигляді скетчів від першої особи.

## У головних ролях
- Ростислав Хаїт
- Леонід Барац
- Каміль Ларін
- Олександр Демидов

## Знімальна група
- режисер - Сергій Сенцов
- продюсери - Тіна Канделакі, Давид Кочаров, Олег Туманов
- оператор - Михайло Мілашин
- художник - Любов Іванова

Основою фільму стала вистава «Квартету І». Внаслідок відсутності можливості організувати повноцінний знімальний процес через пандемію COVID-19 було вирішено просто перенести виставу на екран. Ініціатором створення фільму та дистриб'ютором став онлайн-кінотеатр «IVI Originals». Зйомки відбувалися у студії з глядачами. Аудиторія у залі складала 30–40 осіб, якою керував спеціальний диспетчер. Півтори години монологів здійснювалися під фонову музику « Бі-2 ».

## Критика
На сайті "Кінопошук" рейтинг фільму складає 6,5 з 10. На сайті " Кіно-театр.ру " рейтинг фільму складає 6,1 з 10.
Кінокритик Олексій Екслер висловив думку, що фільм — це такий «міжсобойчик», який і не претендує на те, щоб здаватися чимось більшим, але його можна переглянути «не без задоволення». На його думку, не всі «байки були просто класні», але фільмом «не розчарований». 